# Amrish Baidjoe
Amrish Baidjoe (1984) is een Nederlands-Surinaams veldepidemioloog en microbioloog.
Baidjoe deed internationaal ruime ervaring op in de coördinatie van rampenbestrijding. Zo adviseerde hij bij de bestrijding van de Ebola-crisis in Congo, Zika in Zuid-Amerika, evenals de Rohingya-vluchtelingencrisis in Bangladesh.
Zijn praktijkervaringen met de hulpverlening in deze crises leerden hem dat niet een louter medische gedomineerde, maar multilaterale aanpak noodzakelijk is. Een tweede leerpunt is dat epidemieen vanwege de vaart van de verspreiding van infecties onmiddellijke maatregelen vereisen, waardoor nadere studies en/of bureaucratische details vermeden, dan wel gerelativeerd dienen te worden.
Sinds medio 2021 manifesteert hij zich als een veel gevraagd expert inzake de ontwikkeling en de omgang in de praktijk met de COVID-19-pandemie door Nederlandse en buitenlandse media..

## Opleiding
Baidjoe studeerde in de periode 2003 tot 2009 biologie (specialisatie Cell biologie) van infectieziekten en moleculaire immunologie" aan de Wageningen Universiteit. Zijn doctorsgraad behaalde hij aan de Radboud Universiteit  in Nijmegen en de London School of Hygiene of Tropical Medicine in London. Hij voltooide zijn opleiding tot veldepidemioloog en Microbioloog publieke gezondheid aan Institute Pasteur in Parijs en het Europese Centrum voor ziekte Preventie en Controle.

## Carrière
Baidjoe heeft na zijn promotie gewerkt bij diverse instituten aan uitbraken van infectieziekten. Van 2017 tot begin 2020 werkte hij bij Imperial College London als link tussen het veld en de academie. Met name in de functie om data analyses te verbeteren om zodoende tot snellere resultaten te komen die de operationele aspecten van uitbraak responses kunnen verbeteren. 
Begin 2020 werd Baidjoe aangesteld als hoofd Operationeel Onderzoek op het hoofdkantoor van het internationale Rode Kruis te Genève (stad). Vanwege de uitbraak van de COVID-19-pandemie werd hij al na drie weken overgeplaatst naar het Covid Crisis Team, een soort OMT voor meerdere landen tegelijk.
Baidjoe bekleedt de functie van honorair assistent professor "infectieziekten en epidemiologie" aan de London School of Hygiene and Tropical Medicine. 
Tevens was hij van November 2017 tot December 2021 de fungerend gekozen president van de European Alumni Network for Field-Epidemiology (EAN).
Van October tot en met oktober 2020 was hij teamleider voor de bewaking van de Publieke Gezondheid en Surveillance voor het Noorse Rode Kruis.
Sinds September 2021 is hij directeur van het operationele en epidemiologisch onderzoeksteam van Artsen zonder Grenzen, standplaats Luxemburg/Brussel.